# Movin' on without you
「Movin' on without you」（ムーヴィン・オン・ウィズアウト・ユー）は、1999年2月17日にリリースされた、宇多田ヒカルの2枚目のシングル。

## 解説
「Movin' on without you」は、本人いわく、15歳の少女が書いたとは思えない、自分から別れを切り出す歌詞のため「怖いよ〜（笑）」とのこと。
「B&C」の曲名は映画『俺たちに明日はない』の主人公、ボニーとクライドから。仮タイトルは「何があっても」。関係者向けの初期のプロモーション盤などにはこのタイトルで収録されている。
累計出荷枚数は153万枚。オリコンでは8cmと12cmが別々に集計されているが、累計すると同年発売されたシングルでは年間8番目のセールスにあたる。
2013年9月4日に発売された絢香のアルバム『遊音倶楽部 〜1st grade〜』に本曲のカバーが収録されている。
2014年にはデビュー15周年を記念したトリビュート・アルバム『宇多田ヒカルのうた -13組の音楽家による13の解釈について-』にて、同曲が浜崎あゆみによってカバーされた。翌2015年に発売された浜崎のアルバム『A ONE』にも再録されている。

## 収録曲
全作詞・作曲: 宇多田ヒカル。

### 8cmシングル
1. Movin’on without you(4:39)
編曲：村山晋一郎
日産・テラノCMソング
2. B&C(4:22)
編曲：西平彰（編曲）、Taka & Speedy（Rhythm track Arrangement）
3. Movin’on without you -original karaoke-(4:40)

### 12cmマキシシングル
1. Movin’on without you(4:39)
2. B&C(4:22)
3. Movin’on without you -tribal mix-(4:46)

## 楽曲の収録アルバム
Movin´on without you
- 『First Love』
- 『Utada Hikaru SINGLE COLLECTION VOL.1』

B&C
- 『First Love』